# Eosia
Eosia é um gênero de mariposa pertencente à família Saturniidae.

## Espécies
- Eosia insignis Le Cerf, 1911
- Eosia crenulata